# Pishin Lora
Pishin Lora és un riu del Balutxistan (Pakistan) a l'oest de les muntanyes Kand de la serra de Toba Kakar que acaba al Hamun-i-Lora. Té un recorregut de 400 km i els afluents principals són el Barshor Lora, Kakar Lora, Surkhab i Shorarud. Quan arriba a la plana de Shorawak a la frontera de l'Afganistan a 30° 22′ N, 66° 22′ E / 30.367°N,66.367°E es divideix en diversos canals que avançant cap a Nushki. L'àrea regada arriba fins a l'oest de Sarawan, Quetta, Pishin i Nushki. Se'n aliment el canal Shebo canal i la reserva d'aigua de Khushdil Khan entre d'altres.